# Idaea floridaria
Idaea floridaria är en fjärilsart som beskrevs av Turati 1913. Idaea floridaria ingår i släktet Idaea och familjen mätare. Inga underarter finns listade i Catalogue of Life.